# Sóviet Supremo de la Unión Soviética
El Sóviet Supremo de la Unión Soviética (en ruso: Верховный Совет СССР, Verjovny Sovet SSSR) era el máximo órgano correspondiente al Poder legislativo en la Unión Soviéticay el único con poder para aprobar las enmiendas constitucionales, que existió entre 1938 y 1991. Tenía la potestad de redactar las leyes de la URSS, tomar las decisiones sobre las cuestiones más importantes de la construcción estatal, económica y sociocultural, determinar las principales direcciones de la política exterior y ejercer el control supremo sobre las actividades del aparato estatal. Elegía al Presídium, formaba el Consejo de Ministros, a la Corte Suprema y nombró al fiscal general de la Unión.
El Sóviet Supremo se reunía dos veces al año, durante varios días, normalmente durante menos de una semana. Durante el resto del año, el Presídium cumplía con sus funciones ordinarias.

## Historia
El Sóviet Supremo de la Unión Soviética fue establecido por la Constitución Soviética de 1936. Como máximo órgano representativo del poder estatal en la URSS, reemplazó al Congreso de los Sóviets y al Comité Ejecutivo Central. Este último continuó funcionando hasta la primera sesión del Sóviet Supremo de la Unión Soviética, que tuvo lugar en Moscú el 12 de enero de 1938. La primera convocatoria del Sóviet Supremo duró más de 4 años, debido a que se pospusieron las elecciones que debían celebrarse en 1942 hasta 1946 a causa de la Segunda Guerra Mundial.
Las elecciones de los diputados al Sóviet Supremo se llevaban a cabo mediante sufragio universal, igual y directo. El Sóviet Supremo tenía como diputados no sólo a parlamentarios profesionales, de hecho la mayoría de los diputados eran elegidos entre los colectivos laborales y ejercían sus poderes sin salir del trabajo. Los diputados se reunían dos veces al año, en sesiones que duraban varios días, y el resto del tiempo trabajaban en su lugar principal, recibiendo allí sus salarios. Al mismo tiempo, tenían ciertos beneficios, se les reembolsaban los gastos asociados con sus actividades adjuntas: viajes y otros gastos.En la nueva Constitución de 1977, el periodo de las convocatorias se extendió a cinco años, y el número de escaños en el Sóviet de la Unión se modificó para que fuera el mismo que el del Sóviet de Nacionalidades, independientemente del tamaño de la población en sus circunscripciones.
En junio de 1988, el secretario general del Partido, Mijaíl Gorbachov, anunció la adopción de una ley donde se modificarían los estatutos legislativos. Después de 1989, el número de diputados disminuyó de 1,500 a 542 (divididos en dos cámaras de 271 miembros), y las reuniones del organismo también fueron más frecuentes, de seis a ocho meses al año. En septiembre de 1991, después del golpe de Estado de agosto, se reorganizó en el Sóviet de las Repúblicas y el Sóviet de la Unión, que enmendarían conjuntamente la Constitución soviética, admitirían nuevos estados, escucharían al presidente de la Unión Soviética sobre importantes cuestiones de política interior y exterior, aprobarían el presupuesto de la unión, declararían la guerra y concertarían la paz. El Sóviet de Repúblicas estaría formado por 20 diputados de cada república de la unión (con excepción de la RSFS de Rusia, que tenía 52), más un diputado para representar a cada región autónoma de cada república, delegado por las legislaturas de las repúblicas.

## Estructura

### Presídium
El presídium era el órgano dirigente del Sóviet Supremo, que tenía poderes legislativos durante los periodos entre sesiones del Sóviet Supremo. Era elegido por los diputados al inicio de cada convocatoria, en una sesión conjunta de ambas cámaras. Estaba compuesto por el presidente del presídium, quince vicepresidentes (uno por cada república constituyente), un secretario y veintiún diputados ordinarios.

### Cámaras
El Sóviet Supremo estaba compuesto por dos cámaras, cada una con poderes legislativos iguales y con miembros elegidos por períodos de cuatro años:
- El Sóviet de la Unión, elegido sobre la base de la población comprendía un diputado por cada 300,000 habitantes de la federación soviética.
- El Sóviet de las Nacionalidades, que representaba las poblaciones étnicas, con miembros elegidos sobre la base de 32 diputados de cada república de la Unión (excluyendo las repúblicas autónomas, óblast autónomos y ókrugs autónomos en su territorio, que enviarían miembros independientes), 11 de cada república autónoma, cinco de cada óblast autónomo (regiones) y uno de cada ókrug autónomo (distritos). Las unidades administrativas del mismo tipo enviarían el mismo número de miembros independientemente de su tamaño o población.

Después de 1989, fue compuesto por 542 diputados (cantidad inferior a los 1500 previamente). Las reuniones del órgano también fueron más frecuentes, de seis a ocho meses al año. El Presídium llevó a cabo las operaciones diarias del Sóviet Supremo cuando no estaba en sesión.

## Facultades
El Sóviet Supremo de la Unión Soviética tenía como principales deberes y funciones la aprobación e iniciación de leyes, la designación del Consejo de Ministros así como la designación de su presidente, la ratificación de declaraciones de guerra, el establecimiento de los órganos gubernamentales locales, implementar y ratificar los planes de desarrollo, ratificar los tratados internacionales y la determinación de la seguridad nacional.

## Convocatorias
Las convocatorias (periodos legislativos) del Sóviet Supremo de la Unión Soviética duraban cuatro años, en ellas eran electos los diputados mediante sufragio universal, directo y secreto. 
| Convocatoria                         | Periodo   |
| ------------------------------------ | --------- |
| I Convocatoria                       | 1938-1946 |
| II Convocatoria                      | 1946-1950 |
| III Convocatoria                     | 1950-1954 |
| IV Convocatoria                      | 1954-1958 |
| V Convocatoria                       | 1958-1962 |
| VI Convocatoria                      | 1962-1966 |
| VII Convocatoria                     | 1966-1970 |
| VIII Convocatoria                    | 1970-1974 |
| IX Convocatoria                      | 1974-1979 |
| X Convocatoria                       | 1979-1984 |
| XI Convocatoria                      | 1984-1989 |
| Congreso de los Diputados del Pueblo | 1989-1991 |
| Nueva composición                    | 1991      |

## Sede

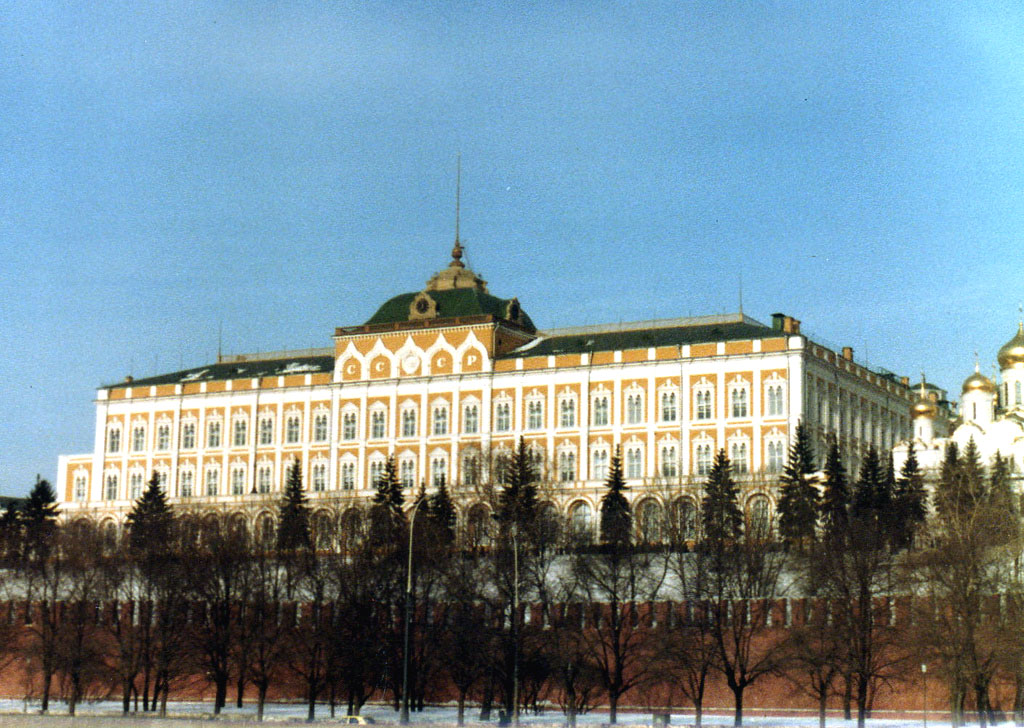
El Gran Palacio del Kremlin, sede del Sóviet Supremo entre 1938 y 1970.

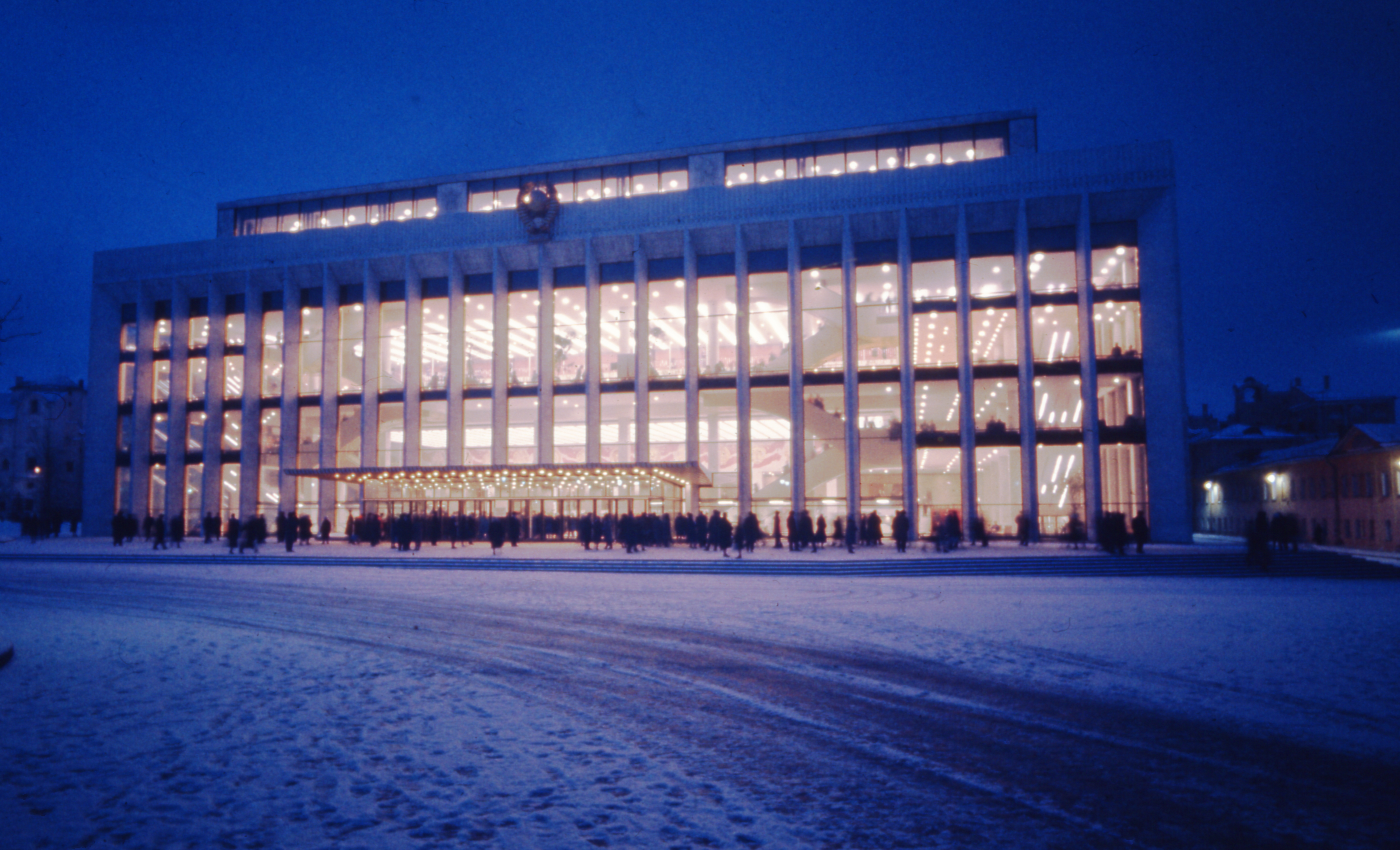
El Palacio de los Congresos del Kremlin, sede del Sóviet Supremo entre 1970 y 1991.

Como sede del Sóviet Supremo de la URSS se planificó en un principio la construcción de un enorme edificio denominado "Palacio de los Sóviets" a principios de la década de 1930, sin embargo, nunca se edificó, por lo que cuando fue establecido el Sóviet Supremo en 1938 como nuevo órgano legislativo de la URSS, se designó como su sede parlamentaria al Gran Palacio del Kremlin. Este fue remodelado bajo la supervisión del arquitecto Illarión Ivánov-Schitz; se unieron el Salón de San Andrés y el Salón de San Alejandro retirando la pared entre ambos para formar la Sala de Reuniones, el recinto parlamentario del Sóviet Supremo.
En 1970, la sede del Sóviet Supremo fue trasladada al nuevo Palacio de los Congresos del Kremlin, construido en 1961, y utilizado también como sede de los Congresos del Partido Comunista. Dicho edificio fue utilizado como nueva sede de ambas cámaras y recinto parlamentario del Sóviet Supremo, hasta su desaparición en 1991.

## Presidentes del Presídium del Sóviet Supremo de la URSS (1938–1989)
- Mijaíl Kalinin 1938-1946
- Nikolái Shvérnik 1946-1953
- Kliment Voroshílov 1953-1960
- Leonid Brézhnev 1960-1964
- Anastás Mikoyán 1964-1965
- Nikolái Podgorni 1965-1977
- Leonid Brézhnev (segundo período) 1977-1982
- Yuri Andrópov 1982-1984
- Konstantín Chernenko 1984-1985
- Andréi Gromyko 1985-1988
- Mijaíl Gorbachov 1 de octubre de 1988 - 25 de mayo de 1989

## Presidentes del Soviet Supremo de la URSS (1989-1991)
- Mijaíl Gorbachov 25 de mayo de 1989 - 15 de marzo de 1990
- Anatoli Lukiánov 15 de marzo de 1990 - 22 de agosto de 1991